# Réserve écologique Thomas-Fortin
Die Réserve écologique Thomas-Fortin ist ein im Jahr 1990 eingerichtetes, 117,86 ha großes Schutzgebiet im Süden der kanadischen Provinz Québec in der Regionalen Grafschaftsgemeinde Charlevoix.

## Lage, Aufgabe
Es liegt 50 km nordwestlich von Baie-Saint-Paul und östlich des Parc national des Grands-Jardins. Es gehört zur über 7800 km² großen Réserve faunique des Laurentides, dem Artenschutzgebiet für die Laurentinischen Berge. Das Schutzgebiet repräsentiert die höheren Lagen dieses Gebirgszugs. Dabei waren zum Zeitpunkt der Parkeinrichtung von den etwa 250.000 ha Wald der Region kaum noch 10.000 der Abholzung entgangen, davon der größere Teil im oberen Tal der Rivière Malbaie, wo heute das kleine Schutzgebiet liegt.

## Geologie und Flora
Das hügelige, stellenweise steile Schutzgebiet liegt zwischen 860 und 1030 m über dem Meeresspiegel. Der Fels besteht vor allem aus Granit, darüber liegt eine dünne Lage Tillit, die in den unteren Lagen etwas dicker ist. Einige Senken bieten starke Lagen organischen Materials. Der Podsol (Bleich- oder Grauerde) ist feucht und eisenhaltig, es bestehen kleine Moore von geringer Höhe.
Häufigste Baumarten sind Schwarz-Fichte, Papier-Birke und Weiß-Fichte.

## Namensgeber
Benannt wurde das Schutzgebiet nach Thomas Fortin (1858–1941), einem der besten Kenner der Waldgebiete, der schon 1895 die Einrichtung des Parc des Laurentides vorgeschlagen hatte. Er wurde zu seinem ersten Inspecteur, eine Aufgabe, die er über vier Jahrzehnte ausübte.